# Makefile (Borland)
Makefile (Borland) – język skryptowy, w którym tworzone są zbiory źródłowe, dla programu make pakietów programowania firmy Borland, w szczególności serii pakietów oznaczonej nazwą Turbo/Borland, przeznaczony do definiowania reguł kompilacji i łączenia powiązanych zbiorów programowych – procedur budowy aplikacji z wielu zbiorów.

## Rodzaje jednostek języka
Kod źródłowy skryptu makefile zbudowany jest z określonych jednostek tworzących skrypt. Wyróżnia się następujące jednostki:
- komentarze
- reguły
  - jawne
  - niejawne
- makrodefinicje
- dyrektywy.

## Składnia

### Komentarze
W składni makefile komentarz jest zapisany jako komentarz liniowy, który rozpoczyna się w dowolnym miejscu linii zbioru źródłowego, od znaku #, a kończy znakiem końca wiersza. Składnia wiersza kodu z komentarzem ma postać:
```
 [
jednostka
] 
# komentarz
```

### Reguły
Reguły zawierają polecenia tworzenia zbioru wynikowego na podstawie określonych zbiorów źródłowych.

#### Reguły jawne
Reguły jawne mają postać:
```
 
zbiór_wynikowy
: {
ścieżki
} 
zbióry_źródowe

   
polecenie_1

   …
   
polecenie_n
```

{ścieżki}zawierają rozdzielone średnikami ścieżki dostępu, które będą przeszukiwane w poszukiwaniu zbiorów źródłowych
poleceniema postać: przedrostki polecenie_DOS, przy czym przedrostki to frazy, które modyfikują działanie poleceń DOS.

#### Reguły niejawne
Reguły niejawne służą definiowaniu wielu reguł o tej samej budowie za pomocą pojedynczej definicji. Składnia:
```
 {katalog_źródłowy}.rozszerzenie_1.{katalog_docelowy}.rozszerzenie_2:
   polecenie_1
   …
   polecenie_n
```

### Makrodefinicje
Makrodefinicje umożliwiają definiowanie powtarzających się poleceń, zbiorów i opcji, które identyfikowane są przez pewien użyty w definicji identyfikator.
makrodefinicjaidentyfikator=tekst
odwołanie$(identyfikator)
Oprócz makrodefinicji definiowanych przez użytkownika program dostarcza wbudowane makrodefinicje, także o specjalnym sposobie odwołania, np. §d, §* i inne, które służą do odwołań zastępujących określone nazwy zbiorów i ścieżek, w tym bieżących zależnych od aktualnych ustawień systemu komputerowego i instalacji systemu programowania. W odwołaniach do makrodefinicji predefiniowanych można stosować również modyfikatory identyfikowane literami D, F, B i R.
Oprócz predefiniowanych makrodefinicji dostępne są również predefiniowane nazwy:
_MSDOS_1, gdy make uruchomiony jest z poziomu DOS
_MAKE_zakodowana wersja programu
MAKEnazwa zbioru programu make
MAKEFLAGSopcje uruchomienia programu make
MAKEDIRnazwa katalogu, z którego uruchomiono program make.

### Dyrektywy
Dyrektywy makefile pełnią funkcje podobne (analogiczne) do preprocesora lub dyrektyw kompilatora. Są to między innymi dyrektywy warunkowe, włączające, przełącznikowe, komunikatów. Dyrektywy zapisywane są po znaku !, np.
```
 !include "
nazwa zbioru
"
 !if 
wyrażenie

 …
 !else
 …
 !endif
 !undefine 
nazwa
```

Dyrektywy przełącznikowe i parametryczne mają postać:
```
 .dyrektywa
```

np.
.ignore | .noignoredyrektywa przełącznikowa
.pathrozszerzenie=ścieżka : dyrektywa parametryczna.
W dyrektywach warunkowych dostępne są operatory takie jak operatory porównań, arytmetyczne, logiczne, bitowe, warunkowy.

## Zbiór źródłowy
Zbiór źródłowy ze skryptem jest plikiem tekstowym zapisanym w zbiorze o nazwie:
- makefile, lub
- makefile.mak.

Zbiór ten powinien znajdować się w bieżącym katalogu programu make.